# المعهد الفرنسي بالإسكندرية
المعهد الفرنسي بالإسكندرية أو المركز الثقافي الفرنسي بالإسكندرية سابقا هو معهد تعليمي فرنسي في مصر، أسس في 1967 في أحد  قصور القرن التاسع عشر الواقعة في شارع النبي دانيال الشهير.

## تاريخ وأقسام المركز
يعد المركز الثقافي الفرنسي ملتقى لكل الذين يرغبون في التعرف على الثقافة الفرنسية وعلى فرنسا وهو أحد الجسور التي تصل بين الثقافتين المصرية والفرنسية
ويستقبل المركز الثقافي الفرنسي زائريه في قلب الإسكندرية فيلا أثرية يعود تاريخها إلى القرن 19 وكانت لفترة طويلة تسمى «بيت فرنسا» وتحيط بالفيلا حديقة من الطراز الإيطالي تملكها فرنسا منذ عام 1886 م
وهذا المبنى يستعمل كمركز ثقافي لنشر الثقافة الفرنسية في مصر منذ عام 1967 م
وتنظم فيه العديد من الأنشطة الثقافية حيث تقام احتفاليات في مجال السينما والموسيقى والمسرح والرقص والفنون البصرية وهي تنظم بصفة دورية في قاعة العروض التي تتسع لـ 300 شخص أو بالحديقة المحيطة بالفيلا.
· يوجد في الطابق الأرضي بالمبنى بهو كبير للعرض حيث يقدم بانتظام فنانون تشكيليون فرنسيون ومصريون أعمالهم، وكذلك معارض ذات طابع علمي وتقني.
· نادي فرانكفوني على الإنترنت يسمح للزائرين للدخول في عالم لامتئناهي (للرسم (
· تعرض المكتبة العديد من المؤلفات، الفيديو، الاسطوانات، الاسطوانات الصوتية، DVD، ومجلات فرنسية
· برنامج ثقافي منتقى ومنظم يتضمن احتفاليات في مجالات السينما والموسيقى والفنون البصرية والمسرح والرقص. وهي تنظم بصفة دورية في قاعة العروض التي تتسع لـ 300 شخص أو بالحديقة.
· دروس في اللغة الفرنسية تساعد المصريين على تعلم وإتقان اللغة الفرنسية، وتساعد (الفرانكفونيين) على تعلم اللغة العربية، تحت إشراف فريق من المتخصصين.
· قسم التعاون اللغوي والجامعي يضع نشاطات من أجل تحسين التعليم باللغة الفرنسية بالمدارس الفرانكفونية والكليات بالإسكندرية.
· المكتبة الفرنسية (L’AUTRE RIVE) تعرض مجموعة متنوعة من مؤلفات الأدب للكبار والصغار وكذلك الصحافة الفرنسية والفرانكفونية. هذا المكان الجديد والوحيد من نوعه في الإسكندرية، هو وليد رغبة مكتبة فرانكفونية وإدارة المركز في الترويج على نطاق أوسع للثقافة الفرنسية بالإسكندرية.
· ويقدم المركز ضمن أنشطته الرئيسية دروسا في اللغة الفرنسية للمصريين تساعدهم على تعلم وإتقان اللغة الفرنسية.
· ويقوم قسم التعاون اللغوي الجامعي التابع للمركز بنشاط دائم من أجل تحسين التعليم باللغة الفرنسية بالمدارس والكليات الفرانكفونية بالإسكندرية

## مكتبة المركز الفرنسي بالإسكندرية
ويضم المركز أيضا المكتبة.. وهي تحاول أن تكون مكانا متصلا مباشرة بالواقع الفرنسي المعاصر من خلال ما عرضه المكتبة من وثائق تتحدث عن فرنسا وتاريخها وحضارتها مثل الكتب – الصحف – المجلات – أفلام الفيديو – الأقراص المدمجة وغيرها وهي تحاول أن تقدم صورة للحياة الفرنسية المتجددة كما تحاول تقديم صورة للثقافة الفرنسية الكلاسيكية وأيضا تتبع مجريات الأحداث في فرنسا وكل هذه الأشياء متاحة لزوار المكتبة من جمهور الإسكندرية.
إن مكتبة المركز الفرنسي للثقافة والتعاون بالمنيرة من خلال رغبتها الشديدة، في أن تصبح مكانا متصلا مباشرة بالواقع الفرنسي المعاصر. إن ما تعرضه المكتبة من وثائق (كتب، جرائد، مجلات، أفلام على أقراص فيديو رقمية DVD، وشرائط فيديو VHS، وأقراص مدمجة سمعية وغيرها) ليس الغرض منه تكوين واجهة مثالية للثقافة الفرنسية الكلاسيكية بقدر ما هو رغبة في عكس الحيوية والديناميكية الثقافية للبلد وtفي تتبع مجريات الأحداث فيه
تطمح مكتبة الفرع الإقليمي للمركز الفرنسي للثقافة التعاون بالإسكندرية في أن تكون نقطة تواصل مع مختلف أنواع الميديا الفرانكفونية مثل الكتاب أو الفيديو أو الصحافة المكتوبة.وقد تم وضع رصيدها الوثائقي الثري والمتنوع (من كتب وجرائد ومجلات وأفلام على أشرطة VHS ومن أقراص الـ دي في دي والأقراص المدمجة السمعية وغيرها) تحت تصرف الجمهور السكندري.

## مركز دورات اللغة بالمركز الثقافي الفرنسي بالإسكندرية
«دورات لغة فرنسية»
يستقبل مركز دورات تعليم اللغة الفرنسية بالإسكندرية الجمهور الراغبين في تعلم اللغة الفرنسية.. كما يقدم دروسا تساعد الفرانكفونيين " على تعلم اللغة العربية.

## مراكز ثقافية فرنسية في مصر
- المركز الثقافي الفرنسي بالقاهرة
- المركز الثقافي الفرنسي مصر الجديدة